# François Craenhals

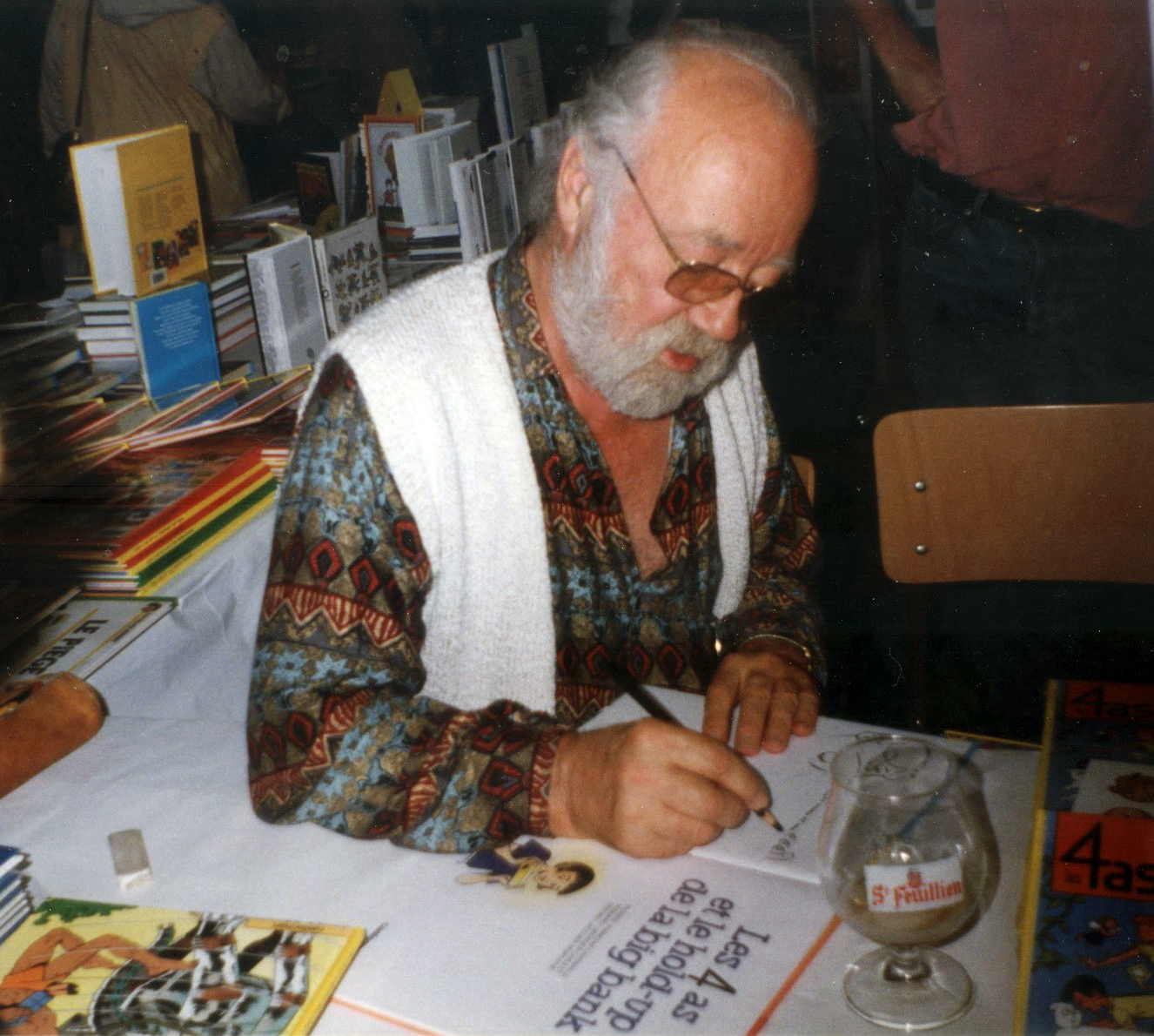
François Craenhals, 1993

François Craenhals (* 15. November 1926 in Evere; † 2. August 2004 in Montpellier) war ein belgischer Comiczeichner. Seine bekanntesten Comicserien sind Roland, Ritter Ungestüm (Chevalier Ardent) und Die Vier (Les 4 As).

## Biographie
François Craenhals wurde 1926 in Evere geboren. Er war ein Fan der amerikanischen Comics von Alex Raymond und Hal Foster und schuf seinen ersten Comic Karan im Stile von Tarzan gegen Ende der 1940er Jahre. Für das Wochenmagazin Le soir illustré kreierte er gleichzeitig einen Mittelaltercomic, dessen Hauptfigur ein Ritter war.
Als er diese Comics dem Magazin Tintin vorstellte, wurde er als künstlerischer Leiter des Magazins angestellt und begann schrittweise, kurze Comics für das Magazin zu zeichnen. Seine erste große Serie gab ihr Debüt 1953: Pom et Teddy war eine Serie über einen Jungen, ein Mädchen und ihren Esel, deren erste Geschichten sich um einen Zirkus drehten.
Craenhals wurde bald einer der wichtigsten Produzenten von Comics für Magazine und Zeitungen. Mehrere Mitarbeiter schlossen sich seinem Studio an. Er arbeitete für das von der Abtei Averbode herausgegebene Magazin Petits Belges und veröffentlichte während vieler Jahre Primus et Musette in La Libre Belgique. Craenhals war einer der ersten Comiczeichner, die sich Hergé beim Verlag Casterman anschlossen, wo seine beiden wichtigsten Serien veröffentlicht wurden: die Kinderserie Les 4 As (deutsch Die Vier) über vier Jugendliche (drei Jungen und ein Mädchen) und ihre überdrehten Abenteuer, sowie den erwachseneren, von Prinz Eisenherz inspirierten Comic Chevalier Ardent (deutsch Roland, Ritter Ungestüm) über einen jungen Ritter zur Zeit von König Artus. Beide Serien verkauften sich gut, letztere stieß auch auf ein positives Echo der Kritik.
In den 1990er Jahren zog Craenhals nach Rivières-de-Theyrargues in Südfrankreich um, wo er bis zu seinem Tode 2004 in Montpellier weiter an seinen beiden Serien arbeitete. Das Comicmagazin COMIXENE würdigte Craenhals als einen „der ganz großen belgischen Comic-Autoren, der zeitweilig auch bei uns sehr viel gelesen wurde“.

## Bibliographie

### Originalveröffentlichungen
| Serie                    | Jahre     | Bände | Verlag                                                   | Anmerkungen                                    |
| ------------------------ | --------- | ----- | -------------------------------------------------------- | ---------------------------------------------- |
| Rémy et Ghislaine        | 1955      | 2     | Le Lombard                                               |                                                |
| Pom et Teddy             | 1956–1980 | 11    | Le Lombard, Dargaud, Samedi-Jeunesse und Rijperman       |                                                |
| Sensations à Lourdes     | 1958      | 1     | Altiora Averbode                                         |                                                |
| Primus et Musette        | 1955–1965 | 27    | La Libre Belgique und La Cité: Samedi-Jeunesse 1970–1973 |                                                |
| Aventure à Sarajevo      | 1962      | 1     | Le Lombard und Dargaud                                   |                                                |
| Les 4 As                 | 1964–2004 | 41    | Casterman                                                | Unter zeichnerischer Mitarbeit von J. Debruyne |
| Chevalier Ardent         | 1970–2001 | 20    | Casterman                                                |                                                |
| Fantômette               | 1982–1984 | 4     | Hachette                                                 | Story von Georges Chaulet                      |
| Mystère de l'An...       | 1989–1995 | 2     | Harambee                                                 | Story von R. Dardenne                          |
| Un drame dans six coeurs | 1995      | 1     | Harambee                                                 | Story von R. Dardenne                          |
| Une lumière dans la nuit | 1995      | 1     | Harambee                                                 | Story von R. Dardenne                          |

Craenhals' Comics wurden in zahlreiche Sprachen übersetzt, einschließlich Niederländisch, Deutsch und Schwedisch.

## Auszeichnungen
- 1976: Prix Saint-Michel (beste Geschichte): Der Zauber der Wüste (Roland, Ritter Ungestüm)